# Piophilinae
Sous-famille
Les Piophilinae sont une sous-famille de diptères de la famille des Piophilidae.

## Liste des genres
- Allopiophila
- Amphipopon
- Arctopiophila
- Boreopiophila
- Lasiopiophila
- Liopiophila
- Mycetalus
- Neopiophila
- Piophila
- Prochyliza
- Protopiophila
- Stearibia